# Армија Алжира
Армија Алжира национална је војска Алжира. Директни је наследник Националне ослободилачке армије (АЛН), оружаног крила националистичког Националног ослободилачког фронта , који се борио против француске колонијалне владавине током Алжирског рата за независност (1954-1962).
Народна национална армија укључује Алжирске копнене снаге , Алжирско ваздухопловство , морнарицу ( Марине де ла Републикуе Алгериенне ) и Алжирске снаге противваздушне одбране .  Претече војске биле су конвенционалне војне јединице формиране у суседном Мароку и Тунису током рата за независност од Француске.

## Историја
Улога у политици
Алжирска војна елита је играла доминантну улогу у алжирској политици још од стицања независности 1962. године, када се војска појавила као једини ефикасан посредник у разореном политичком пејзажу којим доминирају слабе и конкурентне политичке фракције. На крају рата за независност дошло је до раскола између Народноослободилачке армије и Привремене владе Републике Алжир (ГПРА). ГПРА је основана 1958. да представља Фронт националног ослобођења у иностранству, мобилише средства потребна за организовање подземног покрета и подржава избеглице које су побегле у Мароко и Тунис. Али генералштаб АЛН-а је заправо био задужен за револуцију. Када се рат завршио, "распустио" је ГПРА и преузео вођење нове државе.
Након независности 1962. године, војска, коју је предводио Хоуари Боумедиене , подржала је Ахмеда Бен Белу да постане председник. Препознајући улогу коју је војска играла у његовом довођењу на власт, Бен Бела је именовао више официре за министре и друге важне позиције у новој држави, укључујући и именовање Боумедиена за министра одбране. 
Само три године касније, Боумедиен је свргнуо Бена Белу пучем, који је такође довео до тога да је први преузео власт и да је Народна скупштина замењена Револуционарним саветом да надгледа развој државних структура. Савет је основало 26 војних официра, укључујући Чадлија Бенџедида и Абделазиза Бутефлику , и постепено је учврстио војни естаблишмент као осниваче и окосницу алжирског режима.  Упркос утицају војске које је време било ограничено због државе и војног руководства су се придружили под веома ауторитарним председниковањем Боумедиена, након његове смрти 1978. године, улога војске у политици почела је да расте од касних 1970-их. Министарство одбране преузело је административну контролу над владом након што се Боумедиен разболео. Након Боумедиенеове смрти 1978. године, војска је обезбедила наставак свог утицаја у политици избором за председника пуковника Чадлија Бенџедида , који се све више ослањао на мали број војних саветника за савете.  Упркос томе, фракционисање и ривалство унутар војних и политичких елита остаје главни фактор у алжирској политици.
Након што су биле структурисане као политизована „народна армија“ у Бумедиеново доба и задржале своју оданост ФЛН-у током једнопартијских државних година историје Алжира , војне снаге су формално деполитизоване 1988. године, пошто је уведен вишепартијски систем . Ово, међутим, није окончало војни утицај на алжирску политику. Био је крајње сумњичав према исламистичким партијама, као што је Исламски фронт спаса (Фронт Исламикуе ду Салут, ФИС) , и противио се правном признању ФИС-а 1989. Пошто је већина официра обучавана у иностранству у државама које практикују секуларне законе, као што су Француска и Совјетског Савеза, они верују да је исламизам претња државним темељима и претња војним интересима. Ово се одразило у одлукама војних старешина да забране хиџаб и њеном оклевању да подржи Ирак током његове инвазије на Кувајт .
Године 1991, плашећи се увођења шеријатског закона , који би резултирао да Алжир постане исламска држава , алжирска војска је отказала слободне изборе који су вероватно довели на власт исламистичку странку, Исламски фронт спаса (ФИС) ( Фронт Исламикуе ду Салут ). Извели су и државни ударјануара 1991. и натерао Бенџедида да поднесе оставку на место председника. За многе официре, избор исламистичке владе Алжира био би катастрофа јер су веровали да би то било катастрофално за економију због бежања капитала и страних нафтних компанија које су отказале своје споразуме о вађењу нафте и гаса у Алжиру. Политички, војска је веровала да би избор ФИС-а могао донети нестабилност у земљу, јер су постојале индиције да се противници ФИС-а спремају да започну оружане сукобе против било које будуће исламистичке владе. Упркос томе што је Бенџедид уверавао официре да може да држи ФИС под контролом својим уставним и институционалним овлашћењима, војска је и даље била сумњичава, јер су сумњали у Бенџедидову способност да врши таква овлашћења и плашили се да би могао да направи компромис са ФИС-ом како би одржао своју позицију, укључујући отпуштање вишег особља. Државни удар и поништавање избора изазвали су Грађански рат у Алжиру у децембру 1991. године, сукоб за који се верује да је однео 100-350.000 живота током 1990-их. Током рата, и оружане снаге и исламистички побуњеници су били оштро критиковани од стране спољних посматрача због њиховог вођења рата на основу хуманитарних и људских права. Исламистички отпор државе и војске касних 1990-их, али локалне и спорадичне борбе и даље трају 2009. године, заједно са повременим бомбашким нападима на владине циљеве у већим градовима. Најактивнија побуњеничка група је Ал-Каида у исламском Магребу , раније позната као ГСПЦ. Откако су се велике борбе смириле око 1997. године, војска је ангажована на преуређивању за задатке конвенционалне војске, након више од деценије антигерилске акције .
Током Бутифликовог 20-годишњег председништва, утицај војске на политику се смањио, пошто су команданти који су некада имали јаку политичку моћ почели да се повлаче, а сам Бутифлика је обезбедио више мандата од народа, пошто је његова спољна политика подмладила међународни статус Алжира, а унутрашња политика била успешна у постизању помирења између различитих страна грађанског рата и постизању мира.
Међутим, војска и даље има улогу у алжирској политици. Ово се показало током алжирских протеста који су приморали Бутефлику да поднесе оставку на функцију 2019. године, након што је изгубио подршку војске, због чега је начелник војног штаба, генерал Ахмед Гаид Салах , захтевао да буде проглашен неспособним за функцију и одмах смењен.
Гранични спорови
Највећи део алжирских оружаних снага усмерен је ка западној граници земље са Мароком и Западном Сахаром .  Алжир је подржао герилски рат у Западној Сахари ( 1975–1991) против мароканске контроле Западне Сахаре од стране Полисарио Фронта , националног покрета за ослобођење сахарских бедуина прогнаних у алжирску провинцију Тиндуф . Алжир има дугогодишње граничне несугласице са Мароком, због непризнавања колонијалних граница од стране мароканског режима. Иако су сада у основи решени, они и даље остају као фактор у стално проблематичним, али генерално ненасилним односима између две суседне државе. Граница између Алжира и Марока затворена је од 1994. Оружане снаге обе земље су се последњих година ангажовале у скупој надоградњи опреме, јасно посматрајући једна другу као главну претњу свом суверенитету, и подједнако неспремне да допусте другој нацији да преузме предност војно.
Насупрот томе, гранични несугласице Алжира након стицања независности са Тунисом и Либијом , које су понекад биле узрок лоших односа, изгледа да су оба решена мирним путем (у његову корист). Алжирска војска је такође, посебно у каснијим годинама, била веома активна дуж границе између Алжира и Малија , где су базирани различити побуњенички покрети. Алжир је водио само два кратка рата и битке након независности ( Пешчани рат , гранични сукоб са Мароком 1963. и Прва битка код Амгале 1976.), али је земља такође, као и већина арапских нација , формално у рату са Израелом од 1948.
Године 1984, након што је осам пуковника унапредио да постану први генерали у независном Алжиру, Чадли Бенџедид је најавио оснивање главног штаба АНП.  Раније су се оружане снаге ослањале на генералног секретара Министарства народне одбране за координацију штабних активности. За првог начелника генералштаба именован је досадашњи генерални секретар министарства, генерал-мајор Мустафа Бенлуциф . Бенлоуциф је брзо напредовао у АНП-у и такође је био алтернативни члан Политичког бироа ФЛН. Међутим, отпуштен је 1986. без објашњења; 1992. године режим је објавио да ће Бенлоуцифу бити суђено за корупцију и проневеру 11 милиона америчких долара, који су пребачени на европске рачуне.
Бутефлика је настојао да поново потврди моћ председништва над углавном аутономним оружаним снагама.  Као министар одбране, именовао је нове команданте војних региона у августу 2004. Такође је издао председнички декрет којим се успоставља позиција генералног секретара у оквиру Министарства одбране. Ипак, садашњи и пензионисани официри — „ле поувоир“ — остају важни доносиоци одлука. Да би подстакле алжирске војне реформе, САД су одлучиле да дозволе Алжиру да добије средства за међународно војно образовање и обуку (ИМЕТ).
Алжир има највећи одбрамбени буџет у Африци. Историјски гледано, Алжир је куповао оружје и војну опрему од Совјетског Савеза . Унитед Пресс Интернатионал је у марту 2013. известио да Алжир пролази кроз процес војне модернизације, који укључује увођење нових, модернијих ратних бродова, авиона и тенкова. 
Алжирске трупе су 19. јануара 2013. убиле 32 милитантна отимача талаца и ослободиле више од 650 талаца држаних у гасном постројењу Тигантурин , које се налази у близини Аменаса у провинцији Илизи .   Потврђено је да је скоро 48 талаца мртво. Отмичари су рекли да је напад на гасну електрану покренут у знак одмазде за француску интервенцију против исламистичких група у суседном Малију .

## Композиција
Војска је под контролом председника , који је и министар народне одбране. Америчка Централна обавештајна агенција проценила је да су војни расходи чинили око 6% БДП-а у 2019. 
Пре 1984. године, оружане снаге су се ослањале на генералног секретара Министарства народне одбране за координацију штабних активности.  Те године је Чадли Бенџедид најавио оснивање главног штаба АНП. Генералштаб је био одговоран за оперативно планирање интегрисаних оружаних снага, буџетирање, информације и комуникације, логистику и административну подршку, мобилизацију и регрутацију. Међутим, то није био део редовног ланца командовања. У пракси, начелник генералштаба оружаних снага имао је директан контакт са начелницима родова и са командантима шест војних области . Заједно са министром одбране (Неззар 1993.), Мец је 1993. писао да виша хијерархија оружаних снага укључујеНачелник штаба Народне народне армије , Абделмалек Гуенаизиа ; командант Националне жандармерије Абас Гезаиел; шеф ДРС-а Мохамед Медиене ; и генерални инспектор копнених снага Тајб Дераџи .
У октобру 2013. Јеуне Африкуе је предвидео рекреацију инспектората оружаних снага, који би вероватно водио генерал Бен Али Бен Али . 
Оружане снаге чине:
1. Алжирске копнене снаге (270.000 у 2012), које користе тенкове Т-90 С и друга возила, као ибалистичке ракете Искандер-Е . Њихова стандардна пушка је кинеска варијанта АК-47/АКМ .
2. Алжирска национална морнарица (МРА) (процењено 30.000 у 2012), која управљафрегатама МЕКО А200 , подморницама класе Кило , тешким стелт корветама Ц-28А и другим пловилима.
3. Алжирске ваздухопловне снаге (ААФ) (14.000 у 2012, ова цифра је укључивала АД бројеве), које користе Су-30 МКА, МиГ-25 , МиГ-29 и друге авионе.

4. Територијалне снаге противваздушне одбране( Дефенсе аериенне ду территоире ) (8.000 у 2012.) (3 бригаде, 3 пука са СА-2/3/6/20, 725 ПВО) 8 система С-300 (ракета) , 4 система С-400 (ракета) , 24 батерије за М2 , 108 Панцир-С1/СМ и 48 Бук М2 . 40 СА-6 је пријављено у употреби у 2012.  
Војска је 1993. године била у процесу реорганизације у четири дивизије, а има и бројне самосталне бригаде и батаљоне. Постоји седам војних региона, од којих је седма додата 2013. 6. војна област је створена 1975. да би покривала југ, а 7. војна област 2013.  Редовне војне снаге су састављене од регрута ; сви Алжирци су обавезни да одслуже годину дана војног рока.
Војна обавештајна служба, за коју је признато да је играла велику политичку улогу, дуго се звала Сецурите милитаире (Војна безбедност, СМ), али је реорганизована касних 1980-их и раних 1990-их у Департемент ду Ренсеигнемент ет де ла Сецурите (Одељење за обавештајне послове и безбедност, ДРС). ДРС и њен контрашпијунажни огранак, ДЦЕ, имали су водећу улогу у борби против исламистичке побуне 1990-их кроз низ сопствених јединица специјалних снага , као и успостављањем заједничких команди оперативних група које су преузеле контролу над специјализованом војском и јединице полиције.
Од 2016. године ДРС је распуштен, а нова алжирска обавештајна служба је „Дирецтион дес сервицес де сецуритес“ (ДСС). 
Војне снаге допуњују Национална жандармерија од 150.000 чланова ( Гандармерие Натионале ), паравојно тело, које се углавном користи као полицијске снаге у руралним областима. 200.000 припадника Сурете натионале или градске полиције је под Министарством унутрашњих послова.
Алжир је једна од четири сахарске државе које ће створити Заједнички комитет војног штаба, са седиштем у Таманрасету у јужном Алжиру. Учешће ће учествовати Алжир, Мауританија, Нигер и Мали.  Мортимер је написао да је '..У марту 2010. основан Центре д'Етат-Мајор цоммун Оператионел Цоњоинт (ЦЕМОЦ)'.  У каснијем извештају се наводи да је комитет имао секретаријат са четири одељења особља: операције, обавештајне службе, логистика и комуникације. 

## Опрема
Примарни војни добављачи Алжира били су бивши Совјетски Савез , који је продавао различите врсте софистициране опреме према војнотрговинским споразумима, и Народна Република Кина . Од независности 1960-их, познато је да ниједна страна база није била дозвољена у Алжиру, иако је 1970-их и 1980-их велики број совјетских војних саветника био стациониран у земљи. Од 2001. године, безбедносна сарадња са Сједињеним Државама се повећала, а америчке снаге су учествовале у мисијама обуке на југу Сахаре .
Други добављач оружја за Алжир је Француска. Француска и Алжир имају значајну везу још од француске колонијалне ере у Алжиру , јер Француска снабдева оружјем и оклопом алжирских снага. Од октобра 2009. објављено је да је Алжир отказао споразум о оружју са Француском због присуства израелских делова. 
Четири или осам  батаљона руских противваздушних ракета дугог домета С-300ПМУ2 су наручене 2006.  Године 2006. извршене су куповине руске војне опреме вредне више милијарди долара како би се унапредио конвенционални арсенал земље. Ово је укључивало договор алжирског ратног ваздухопловства о куповини 28 Су-30МКА и 36 МиГ-29 СМТ за до 3,5 милијарди долара. Међутим, ти МиГ-29 су враћени у Русију у фебруару 2008. године због лошег квалитета оквира авиона, након техничких процена у Алжиру .  У мају 2008. две владе су се сложиле око новог споразума о замени тих 36 МиГ-29СМТ новом серијом од 16 Су-30МКА који испуњава све захтеве алжирског ваздухопловства.
Алжир такође има своју малу домаћу војну индустрију. Војска производи јуришне пушке АК-47 и АКМ-47 по лиценци Русије и Кине , као и ракетне РПГ - ове у Грађевинској компанији Механичка Кхенчела (ЕЦМК).
Штавише, ЕЦМК такође производи по лиценци пиштољ УАЕ Царацал . Логистичка базна станица производи различите типове АИЦВ (оклопно борбено возило пешадије) за транспорт трупа и лаких оклопних возила. Ваздухопловство производи два типа лаких авиона за основну обуку и производи сопствену извиђачку беспилотну летелицу од децембра 2010. Руска компанија Рособоронекспорт је изразила захтев за финансијску помоћ неколико земаља укључујући Алжир , Иран , Саудијску Арабију и УАЕ ће учествовати у пројекту производње борбеног авиона Т-50 (ПАК-ФА) пете генерације.
Аутохтона војна индустрија
Алжир такође има војну индустријску компанију под називом Војна индустрија централног правца, која производи војно оружје, возила, оружје, бродове, млазне авионе, хеликоптере, тенкове и другу опрему. Основано је 1998. године.
Војна индустрија Алжира датира још од 1980. године, када је Алжир морао да диверзификује и тражио је да има сопствену националну опрему како би се мање ослањао на оружје увезено из Совјетског Савеза и Француске. Развој војне индустрије у Алжиру 1980-их одиграо је пресудну улогу када се деценију касније догодио грађански рат у Алжиру . Домаће произведено оружје помогло је алжирској војсци у борби против исламиста широм земље, доприносећи победи владе 2002. године.
Алжир извози своје домаће оружје у Тунис , Мали , Нигер , Либију , Мауританију и неколико других афричких и арапских држава на Блиском истоку .
Од 2017. године „Социете Алгериенне де Фабрицатион де Вехицулес де Маркуе Мерцедес Бенз“ (САФАВ-МБ) снабдевао је алжирске оружане и безбедносне снаге са неколико типова Мерцедес-Бенз возила као што су Мерцедес-Бенз Унимог , Зетрос , Спринтер , Ацтрос , Г- класа ... 
Штавише, сва ова возила су настала у Алжиру са возилима „Социете Натионале дес Вехицулес Индустриеллес“ (СНВИ).